# Vermisporium cylindrosporum
Vermisporium cylindrosporum är en svampart som först beskrevs av H.J. Swart, och fick sitt nu gällande namn av Nag Raj 1993. Vermisporium cylindrosporum ingår i släktet Vermisporium, divisionen sporsäcksvampar och riket svampar.   Inga underarter finns listade i Catalogue of Life.